# Pavel Rejmon
Pavel Rejmon (13. května 1880 Dvory u Nymburka – ???) byl český a československý politik a meziválečný senátor Národního shromáždění ČSR za Republikánskou stranu zemědělského a malorolnického lidu.

## Biografie
Profesí byl domkářem a předsedou župní Domoviny domkářů a malorolníků ve Dvorech u Nymburka.
Po parlamentních volbách v roce 1929 získal za Republikánskou stranu zemědělského a malorolnického lidu senátorské křeslo v Národním shromáždění. Mandát ale získal až dodatečně v roce 1934 jako náhradník poté, co zemřel senátor Josef Šimonek. Mandát obhájil v parlamentních volbách v roce 1935. V senátu setrval do jeho zrušení roku 1939, přičemž krátce předtím, v prosinci 1938, ještě přestoupil do nově založené Strany národní jednoty.